# Drimys brassii
Drimys brassii är en tvåhjärtbladig växtart som beskrevs av A. C. Smith. Drimys brassii ingår i släktet Drimys och familjen Winteraceae. Inga underarter finns listade.